# Chipsy jabłkowe

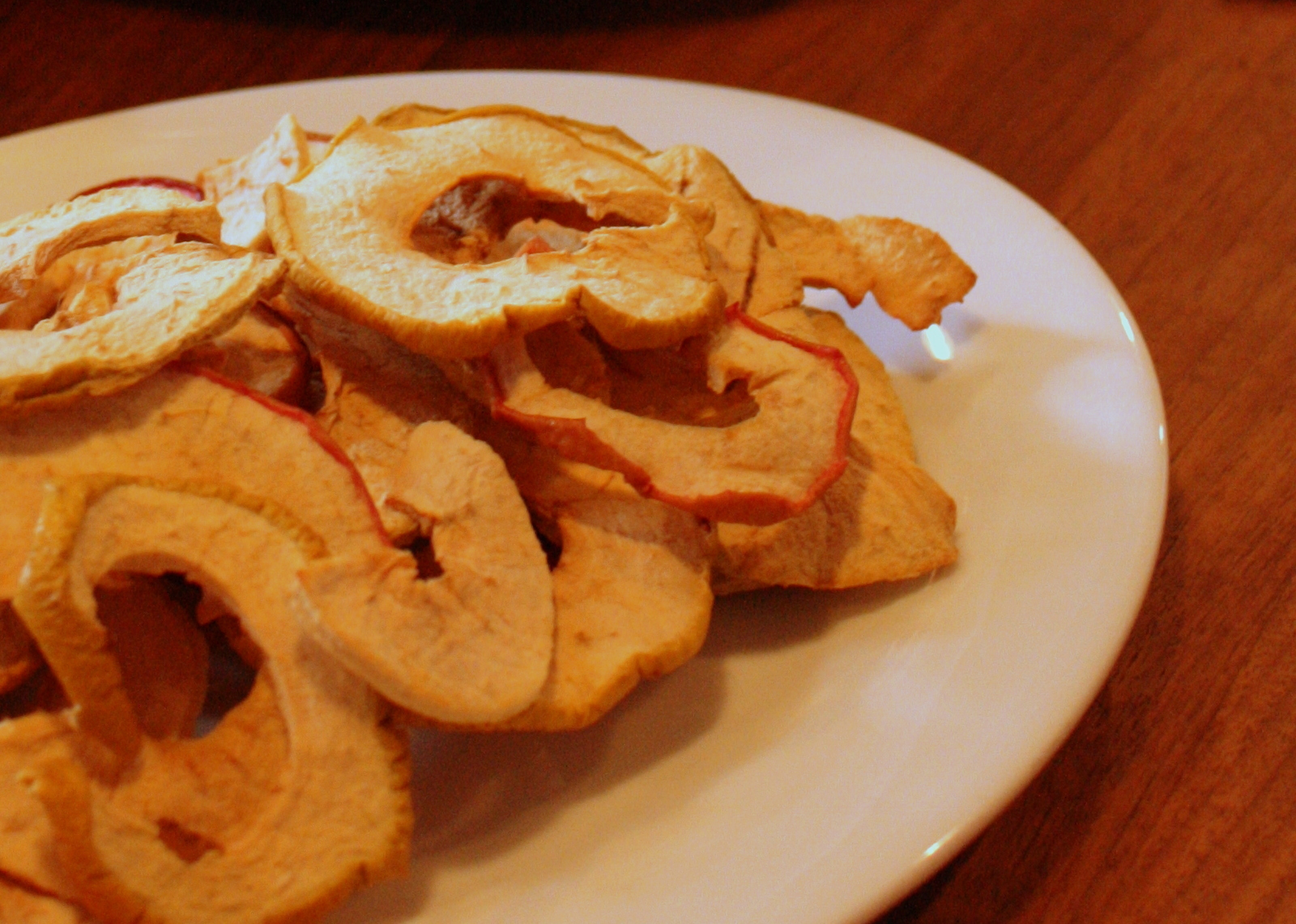
Chipsy jabłkowe

Chipsy jabłkowe – suszone kawałki jabłek w formie cienkich plasterków (krążków). Spożywane jako przekąska lub dodawane do wypieków, deserów i potraw wytrawnych. 

## Metody produkcji
Najważniejszym etapem produkcji chipsów jabłkowych jest suszenie owoców. Plasterki świeżych jabłek suszone są przy zastosowaniu różnych technologii.
- Suszenie konwekcyjne (powietrzno-owiewowe). Metoda najbardziej rozpowszechniona w przetwórstwie jabłek. Polega na użyciu gorącego suchego powietrza i jednoczesnym odprowadzaniu wilgoci z materiału.
- Suszenie tradycyjne metodą dymno-cieplną. Owoce suszone są suszarni (w tzw. luftówce). Źródłem ciepła jest płomień z palącego się drewna.
- Suszenie promiennikowe. Suszenie jabłek przez rurowe promienniki podczerwieni.
- Suszenie mikrofalowo-próżniowe. Odwadnianie kawałków jabłek w podciśnieniu ograniczającym działanie tlenu na suszony materiał. Metoda mikrofalowo-próżniowa pozwala na otrzymanie produktu o bardzo wysokiej jakości.

W procesie obróbki chipsy jabłkowe wzbogacane są o różnego rodzaju dodatki w tym: kwas askorbinowy, soki owocowe (np. sok z aronii), miód, a także konserwanty (wodorosiarczyn sodu). Mają one wpływ na wygląd, smak i zapach produktu.

## Wartości odżywcze
Wartości odżywcze chipsów jabłkowych zależą od metody suszenia i sposobu obróbki. Pod wpływem ciepła jabłka tracą część składników odżywczych m.in. cenne polifenole i wiele witaminy C. Z tego powodu często wzbogaca się chipsy jabłkowe ekstraktami owocowymi. Owoce przygotowane w tej sposób charakteryzują się wysoką aktywnością antyoksydacyjną oraz stosunkowo wysoką zawartością polifenoli. Chipsy jabłkowe zawierają wiele błonnika, witamin z grupy B, potasu i żelaza.
W 100 g suszonych jabłek znajduje się:
- Kalorie: 243 kcal
- Tłuszcze: 0,32 g
- Węglowodany: 65.89 g
- Błonnik: 8.7 g
- Cukry: 57.19 g

### Witaminy
- Cholina: 17.6 mg
- Niacyna: 0,927 mg
- Ryboflawina: 0,159 mg
- Luteina + zeaksantyna: 18 mcg
- Witamina B6: 0,125 mg
- Witamina C: 3.9 mg
- Witamina E: 0,53 mg
- Witamina K: 3 mcg

### Minerały
- Wapń, Ca: 14 mg
- Miedź, Cu: 0,191 mg
- Żelazo, Fe: 1.4 mg
- Magnez, Mg: 16 mg
- Fosfor, P: 38 mg
- Potas, K: 450 mg
- Selen, Se: 1.3 mcg
- Sód, Na: 87 mg
- Cynk, Zn: 0,2 mg

## Zastosowanie
Chipsy jabłkowe zazwyczaj spożywane są solo jako zdrowa przekąska. Można również je dodać do deserów, musli, owsianki, słodyczy, wypieków. Stanowią również składnik potraw obiadowych i sosów.